# Achtzöller

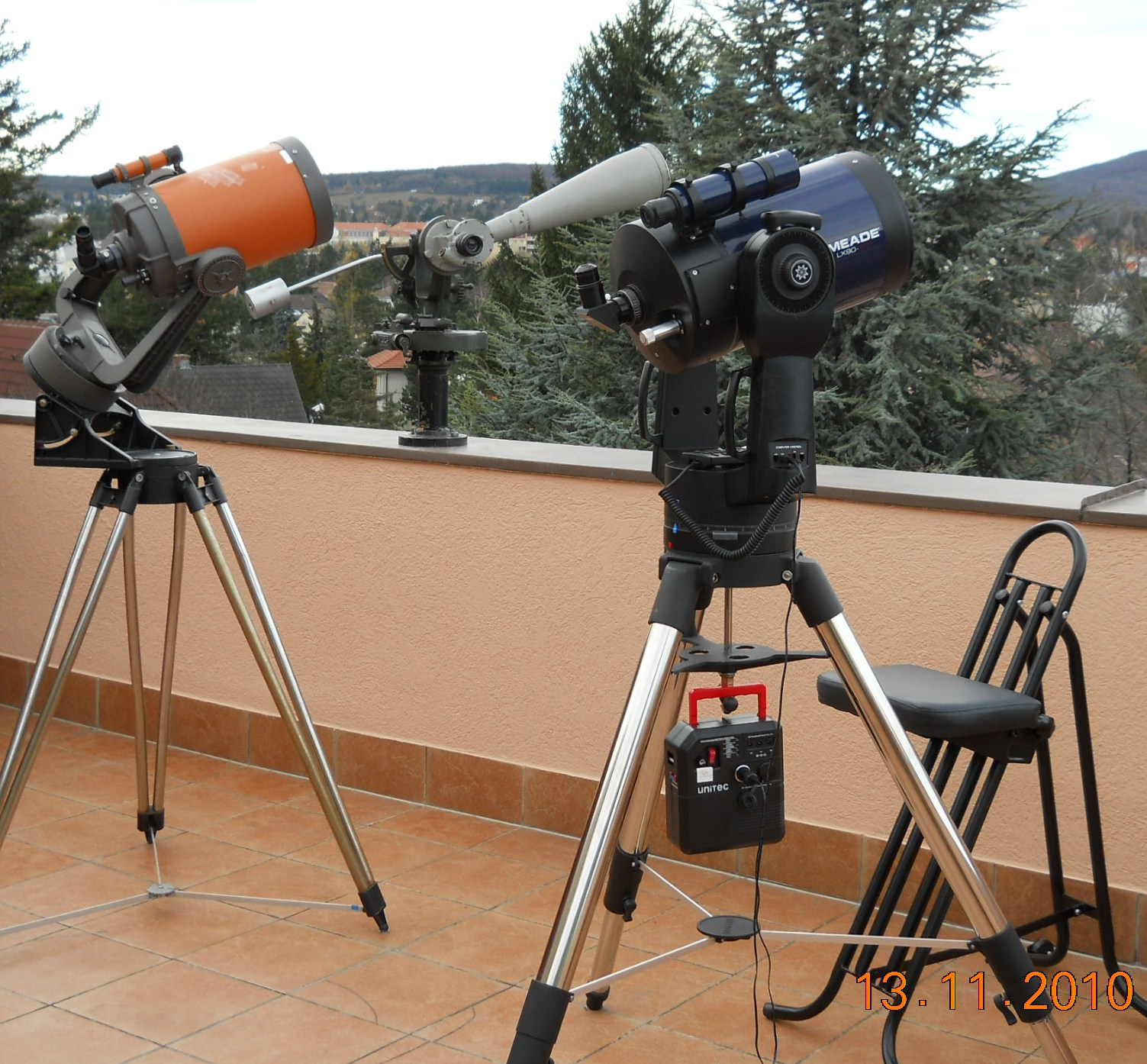
Zwei Achtzöller von Celestron (C8) und Meade, im Hintergrund ein Apogee-Teleskop mit 5 Zoll

Der Achtzöller ist das bei Amateurastronomen beliebteste Fernrohr. Als Spiegelteleskop hat er für die meisten Sternfreunde das beste Preis-Leistungs-Verhältnis der am Markt befindlichen Instrumente und ist noch gut zu transportieren.
Der Name bezieht sich auf die Apertur (freier Durchmesser) des Hauptspiegels (8 Zoll = 20,3 cm). Übliche Bauweisen sind das Newton- und das (Schmidt-)Cassegrain-Teleskop.
Auch Linsenfernrohre mit 8 Zoll Öffnung werden als Achtzöller bezeichnet; sie werden allerdings seltener verwendet und sind mindestens doppelt so teuer.
Die verbreitetsten Achtzöller sind die 8-Zoll-f/6-Newtons als Dobson. Ebenfalls beliebt sind Cassegrain-Spiegelteleskope, da sie sehr kompakt sind. Allerdings sind diese in der Anschaffung meist erheblich teurer als die günstigen Dobsongeräte.

## Bauweisen der 8-Zoll-Spiegelteleskope

### Kompakte Teleskope Typ Cassegrain und Maksutov
Ein 8-zölliges Spiegelteleskop (Durchmesser des Primär- oder Hauptspiegels rund 20 cm) hat in der kompakten Bauweise Cassegrain bzw. der Systeme Schmidt-Cassegrain oder Maksutov eine Brennweite von meist 2 Meter. Sie wird jedoch durch den mittels Sekundärspiegel gefalteten Strahlengang auf eine Baulänge von etwa 45 cm verkürzt. Dadurch haben solche Instrumente, die von vielen Firmen hergestellt werden, eine noch recht handliche Größe.
Bei allen drei Typen ist der Fangspiegel relativ groß, was die Kontrastleistung verringert. Der Strahlengang führt durch eine zentrale Bohrung im Hauptspiegel und wird meist durch ein Zenitokular umgelenkt, was ein zwar aufrechtes, aber seitenverkehrtes Bild erzeugt. Schmidt-Cassegrain- und Maksutov-Teleskope haben eine fein geschliffene Korrektionsplatte, die den Tubus vorne verschließt. Sie verhindert Eindringen von Staub und Feuchtigkeit, braucht aber länger zur Anpassung an die nächtliche Lufttemperatur.
Die Lichtstärke ist für fast alle Himmelsobjekte ausreichend, und das für Doppelsterne und Planeten wichtige Auflösungsvermögen liegt bei rund 0,6 Bogensekunden. Sie kommt freilich nicht oft zum Tragen, weil die Luftunruhe meist das Zwei- bis Dreifache beträgt. Typische Achtzöller dieser kompakten Bauart wiegen als Tubus ca. 6 kg. Dazu kommt noch eine entsprechende Montierung. Die Geräte können noch relativ einfach im Kleinwagen transportiert werden.

### Preisgünstige Newton- und Dobson-Teleskope
8-zöllige Newton-Teleskope werden meist mit einem Öffnungsverhältnis von f/4 bis f/6 und in Ausnahmefällen mit f/8 gebaut. Für 8-Zoll-Dobsongeräte wird meist ein 8-Zoll-f/6-Newton verwendet. Ein f/6-Newton zeigt weniger Koma als die Geräte mit f/5 und f/4. Somit kann man günstigere Okulare nutzen, die bei f/6 immer noch relativ gut abbilden. Der Dobson, also ein azimutal montierter Newton, kommt ohne teure (parallaktische) Montierung aus und verwendet stattdessen eine einfache, sogenannte Rockerbox. Diese kann entweder günstig gekauft oder von Amateuren selber gebaut werden. Dadurch sind die 8-Zoll-f/6-Dobsonteleskope die preisgünstigsten 8-Zoll-Teleskope.

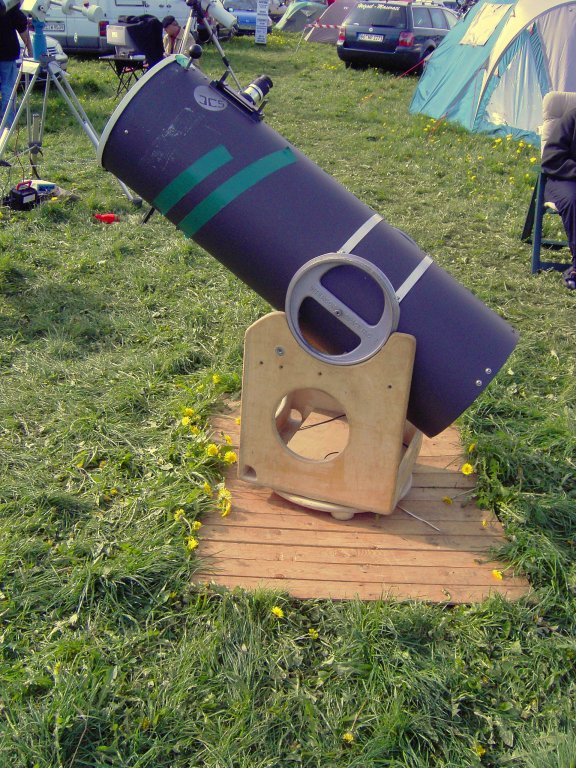
Kurzer, selbstgebauter Dobson (7–8 Zoll) mit geschlossenem Tubus

Die Rockerbox ist eine azimutale Tragekonstruktion für das Newton-Teleskop und besteht oft aus Holz. Das Newton-Teleskop kann darin mit der Hand positioniert und nachgeführt werden. Dobson mit 8 Zoll werden ab etwa 400 Euro neu angeboten. Die Einblickhöhe des Okulars variiert je nach Höhenwinkel des zu beobachtenden Objekts. Horizontnahe Objekte können daher etwas schwierig zu beobachten sein. Da kann ein höhenverstellbarer Sitz bei der entspannten Beobachtung hilfreich sein. Seit einigen Jahren gibt es um einige 100 € auch Nachführmotoren, doch widerspricht das etwas der einfachen Bauweise.

### Schiefspiegler und Brachyt
Diese Bauart (Kutter, Yolo) vermeidet die Obstruktion durch den Fangspiegel, indem der Strahlengang durch Verkippen schräg daran vorbei gelenkt wird. Sie wird häufig von Spiegelschleifern selbst hergestellt.

## Acht-Zoll-Refraktor
Als Linsenfernrohr (Objektivdurchmesser ebenfalls 20 cm) ist der Achtzöller seltener, obwohl er eine höhere Kontrastleistung hat. Beim üblichen Öffnungsverhältnis von 1:10 bis 1:15 hat er eine Baulänge von über 2 Metern, ist mindestens zwei- bis dreimal so schwer wie ein Spiegelsystem und deutlich teurer. Daher sind bei den Linsenteleskopen die häufigsten Öffnungen 4 bis 6 Zoll.
8-Zoll-Refraktoren können mit dem gleich großen Schiefspiegler die höchste Kontrastleistung bei den Achtzöllern erreichen, da beide keine Obstruktion besitzen. Notwendig ist dafür beim Refraktor aber, dass er farbrein, also achromatisch, besser apochromatisch ist, da sonst die defokussierten Wellenlängen den Kontrast verringern.
Bei idealer Luftruhe kann man an mittelhellen und hellen Sternen bei hoher Vergrößerung den ersten Beugungsring schwach sehen. Die Justierung des optischen Systems ist in der Regel wesentlich stabiler als bei Spiegelteleskopen.
Ein solcher Refraktor ist nicht mehr transportabel, aber stationär auf einer Säulenmontierung bietet er für Planeten- und Doppelstern-Beobachter viele Vorteile.

## Resümee: ausgewogene Einsatzbereiche
Acht-Zoll-Spiegelteleskope sind nicht umsonst die für Amateurastronomen am häufigsten hergestellte Bauart. Sie haben in summa meist das beste Preis-Leistungs-Verhältnis, denn ihre Auflösung und Lichtstärke ist städtischen und stadtnahen Beobachtungsbedingungen angepasst.
Die meisten der etwa 10.000 „klassischen“ Doppelsterne lassen sich trennen, und die enger als 1" stehenden werden ohnehin meist durch die Luftunruhe verwischt. Für Nebel und Galaxien ist die Sicht zufriedenstellend und lässt sich durch spezielle Filter verbessern. Für den Transport sind sie leicht und kompakt genug. Nur für die Planetenbeobachtung sind die Refraktoren um ein Drittel leistungsfähiger, allerdings auch vielfach teurer.
Größere Teleskope (etwa 10 bis 14 Zoll) sind für Amateurastronomen meist nur dann wirklich sinnvoll, wenn ein fester Standort mit sehr dunklen Nächten vorhanden ist. Bei vielen Teleskoptreffen an wenig lichtverschmutzten Standorten kann man oft Amateurteleskope mit 20 Zoll und mehr Öffnung erleben und oft sogar an Beobachtungen teilnehmen.